# Gonzalo (obispo de Sigüenza)
Gonzalo o Gundisalvo (Atienza, ? - Sigüenza, c. 1184) fue obispo de Sigüenza durante un breve periodo cerca del año 1184.
| Predecesor: Arderico | Obispo de Sigüenza 1184 | Sucesor: Martín López de Pisuerga |